# Venegono Inferiore
Venegono Inferiore (lombardul: Venegón da Sót) település Olaszországban, Varese megyében. Lakosainak száma 5959 fő (2023. január 1.). Venegono Inferiore Binago, Castelnuovo Bozzente, Castiglione Olona, Gornate-Olona, Lonate Ceppino, Tradate és Venegono Superiore községekkel határos.

## Népesség
A település népességének változása:
| Lakosok száma | 6142 | 6124 | 5959 |
|               | 2017 | 2018 | 2023 |